# Patrick Mächler
Patrick Mächler (* 28. November 1972 in Lachen) ist ein ehemaliger Schweizer Skilangläufer.

## Werdegang
Mächler, der für die Gardes-Frontière, den SC Galgenen und den SC Davos startete, trat international erstmals bei den Nordischen Junioren-Skiweltmeisterschaften 1990 in Les Saisies in Erscheinung. Dort belegte er den 50. Platz über 30 km klassisch und den 11. Rang mit der Staffel. Im folgenden Jahr kam er bei den Nordischen Junioren-Skiweltmeisterschaften in Reit im Winkl auf den 36. Platz über 10 km klassisch, auf den 16. Rang über 30 km Freistil und auf den neunten Platz mit der Staffel. Im März 1992 lief er bei den Nordischen Junioren-Skiweltmeisterschaften in Vuokatti auf den 47. Platz über 10 km klassisch, auf den 11. Rang über 30 km Freistil und auf den achten Platz mit der Staffel. In den Jahren 1991, 1993 und 1994 gewann er bei Schweizer Meisterschaften jeweils die Silbermedaille mit der Staffel vom SC Galgenen. Sein Debüt im Weltcup hatte er im Januar 1993 in Ulrichen, welches er auf dem 74. Platz über 15 km klassisch beendete. In der Saison 1994/95 holte er bei den Schweizer Meisterschaften 1995 jeweils Silber über 10 km klassisch und in der Verfolgung. Seine besten Platzierungen bei den Nordischen Skiweltmeisterschaften 1995 in Thunder Bay waren der 58. Platz über 50 km Freistil und der 12. Rang mit der Staffel. Im folgenden Jahr gewann er bei den Schweizer Meisterschaften jeweils Bronze über 30 km Freistil und mit der Staffel vom SC Davos. Nach Platz eins beim Continental-Cup in Argentière über 10 km Freistil zu Beginn der Saison 1996/97 holte er in Oslo mit dem 16. Platz über 50 km Freistil seine ersten Weltcuppunkte. Bei den Schweizer Meisterschaften 1997 in Le Brassus gewann er Bronze in der Verfolgung und Silber über 30 km Freistil. Im folgenden Jahr holte er bei den Schweizer Meisterschaften Silber in der Verfolgung und nahm in Nagano erstmals an Olympischen Winterspielen teil. Dabei startete über 10 km klassisch, beendete aber den Lauf vorzeitig.
In der Saison 1998/99 erreichte Mächler in Engelberg mit dem dritten Platz im Sprint seine einzige Podestplatzierung im Weltcup. Seine besten Ergebnisse bei den Nordischen Skiweltmeisterschaften 1999 in Ramsau am Dachstein waren der 29. Platz über 50 km klassisch und der neunte Rang mit der Staffel. Bei den Schweizer Meisterschaften 1999 gewann er Bronze über 10 km klassisch und jeweils Silber in der Verfolgung und mit der Staffel und bei den Schweizer Meisterschaften 2000 jeweils Silber über 50 km klassisch und mit der Staffel. In der Saison 2000/01 holte er über 50 km Freistil seinen ersten Schweizer Meistertitel und belegte bei den Nordischen Skiweltmeisterschaften 2001 in Lahti den 30. Platz über 50 km Freistil und zusammen mit Reto Burgermeister, Gion-Andrea Bundi und Patrick Rölli den achten Rang in der Staffel. Zum Saisonende holte er im Val di Fiemme über 10 km Freistil seinen zweiten Sieg im Continental-Cup. In der Saison 2001/02 kam er viermal in die Punkteränge und erreichte mit dem 63. Platz im Gesamtweltcup sein bestes Gesamtergebnis. Zudem triumphierte er beim  Continental-Cup in Ulrichen über 10 km Freistil. Bei den Schweizer Meisterschaften 2002 siegte er mit der Staffel der Gardes-Frontière und belegte den dritten Platz über 50 km klassisch und den zweiten Rang in der Doppelverfolgung. Beim Saisonhöhepunkt, den Olympischen Winterspielen im Februar 2002 in Salt Lake City, lief er auf den 40. Platz im Skiathlon, auf den 28. Rang im 30-km-Massenstartrennen und zusammen mit Wilhelm Aschwanden, Reto Burgermeister und Gion-Andrea Bundi auf den zehnten Platz in der Staffel. In der folgenden Saison triumphierte er beim Engadin Skimarathon und errang bei den Nordischen Skiweltmeisterschaften 2003 im Val di Fiemme den 27. Platz im Sprint, den 12. Rang über 50 km Freistil und zusammen mit Reto Burgermeister, Beat Koch und Gion-Andrea Bundi den fünften Platz in der Staffel. In den Jahren 2003 und 2005 gewann er bei Schweizer Meisterschaften nochmals die Silbermedaille mit der Staffel der Gardes-Frontière. Sein letztes Weltcuprennen absolvierte er im Januar 2005 in Nové Město, das er auf dem 70. Platz über 15 km Freistil beendete.

## Erfolge

### Teilnahmen an Weltmeisterschaften und Olympischen Winterspielen

#### Olympische Winterspiele
- 1998 Nagano: DNF 10 km klassisch
- 2002 Salt Lake City: 10. Platz Staffel, 28. Platz 30 km Freistil Massenstart, 40. Platz 20 km Skiathlon

#### Nordische Skiweltmeisterschaften
- 1995 Thunder Bay: 12. Platz Staffel, 58. Platz 50 km Freistil, 61. Platz 15 km Verfolgung Freistil, 70. Platz 10 km klassisch
- 1999 Ramsau am Dachstein: 9. Platz Staffel, 29. Platz 50 km klassisch, 44. Platz 15 km Verfolgung Freistil, 49. Platz 30 km Freistil, 68. Platz 10 km klassisch
- 2001 Lahti: 8. Platz Staffel, 30. Platz 50 km Freistil
- 2003 Val di Fiemme: 5. Platz Staffel, 12. Platz 50 km Freistil, 27. Platz Sprint Freistil

### Siege bei Continental-Cup-Rennen
| Nr. | Datum             | Ort           | Disziplin      | Serie           |
| --- | ----------------- | ------------- | -------------- | --------------- |
| 1.  | 14. Dezember 1996 | Argentière    | 10 km Freistil | Continental-Cup |
| 2.  | 17. März 2001     | Val di Fiemme | 10 km Freistil | Continental-Cup |
| 3.  | 8. Dezember 2001  | Ulrichen      | 10 km Freistil | Continental-Cup |

### Weltcup-Gesamtplatzierungen
| Saison  | Gesamt | Gesamt | Langdistanz | Langdistanz | Sprint | Sprint |
| Saison  | Punkte | Platz  | Punkte      | Platz       | Punkte | Platz  |
| ------- | ------ | ------ | ----------- | ----------- | ------ | ------ |
| 1996/97 | 15     | 68.    | 15          | 41.         | –      | –      |
| 1998/99 | 2      | 105.   | 2           | 71.         | 60     | 39.    |
| 2001/02 | 59     | 63.    | –           | –           | 15     | 53.    |